# Байко Даниїла Яківна
Даниї́ла Я́ківна Байко́ (20 серпня 1929, с. Яблониця (Яблуниця, Яблунівка), тепер на території Польщі — 26 квітня 2019, Львів) — українська співачка, учасниця вокального тріо сестер Байко. Народна артистка України (1979).

## Життєпис
У 1958 році закінчила Львівську консерваторію, спільно з сестрами Марією і Ніною виступала в сімейному тріо з 1953 року (солістка Львівської філармонії).
У 1969–1984 роках працювала викладачем Львівського педагогічного училища.
До репертуару співачки входили українські народні пісні, твори вітчизняних і зарубіжних композиторів.
Лауреатка державної премії УРСР ім. Т. Г. Шевченка 1976 року.
2008 року нагороджена орденом княгині Ольги.
Померла 26 квітня 2019 року у 89-річному віці у Львові. 